# Bernard et Doris
Bernard et Doris (Bernard and Doris) est un téléfilm américain réalisé par Bob Balaban, diffusé en 2007.

## Synopsis
Doris Duke est une femme très riche et âgée. Elle reste très active. Elle boit. Un jour, elle embauche un nouveau majordome qui s'appelle Bernard. Il est homosexuel et alcoolique comme elle. Ce film raconte leur rencontre, leur histoire et leur complicité.

## Fiche technique
- Titre original : Bernard and Doris
- Réalisation : Bob Balaban
- Scénario : Hugh Costello
- Photographie : Mauricio Rubinstein
- Musique : Alex Wurman
- Pays : États-Unis
- Durée : 103 min

## Distribution
- Susan Sarandon : Doris Duke
- Ralph Fiennes : Bernard Lafferty
- Peter Asher : le majordome
- Don Harvey : l'agent de la sécurité
- Chris Bauer : le chef
- Marilyn Torres : Nancy
- Monique Gabriela Curnen : Paloma
- Nick Rolfe : Ben
- James Rebhorn : Waldo Taft
- Dominick Dunne : membre du bureau